# Europamästerskapet i fotboll 1976
Europamästerskapet i fotboll 1976 innebar att slutturneringen spelades i Jugoslavien, vilket var första gången slutturneringen avgjordes i Östeuropa.
I slutspelet gjordes många mål, och för första gången avgjordes turneringen genom straffsparksavgörande i finalen. Regerande världsmästarna från 1974, Västtyskland, förlorade straffläggningen mot Tjeckoslovakien. Antonín Panenka avgjorde för Tjeckoslovakien genom en lobb över Sepp Maier.

## Kvalspel

### Kvalificerade nationer
- Jugoslavien (värdnation)
- Nederländerna
- Tjeckoslovakien
- Västtyskland

## Arenor
| Belgrad              | Zagreb            |
| -------------------- | ----------------- |
| Röda stjärnanstadion | Maksimirstadion   |
| Kapacitet: 54 000    | Kapacitet: 45 000 |
|                      |                   |

## Slutspel

### Slutspelsträd
|  | Semifinaler            | Semifinaler  |       |                      | Final                  | Final |  |
|  |                        |              |       |                      |                        |       |  |
|  |                        |              |       |                      |                        |       |  |
|  | Tjeckoslovakien (e.f.) | 3            |       |                      |                        |       |  |
|  | Nederländerna          | 1            |       |                      |                        |       |  |
|  |                        |              |       |                      |                        |       |  |
|  |                        |              |       |                      |                        |       |  |
|  |                        |              |       |                      | Tjeckoslovakien (str.) | 2 (5) |  |
|  |                        | Västtyskland | 2 (3) |                      |                        |       |  |
|  |                        |              |       |                      |                        |       |  |
|  |                        |              |       |                      |                        |       |  |
|  |                        |              |       |                      | Bronsmatch             |       |  |
|  |                        |              |       |                      |                        |       |  |
|  | Jugoslavien            | 2            |       | Nederländerna (e.f.) | 3                      |       |  |
|  | Västtyskland (e.f.)    | 4            |       |                      | Jugoslavien            | 2     |  |

### Semifinaler
|            | 16 juni 1976 | Tjeckoslovakien                                           | 0000 3 – 1 (e.fl.) | Nederländerna           | Stadion Maksimir                                   |                                                    |
| 20:15 UTC+ | 20:15 UTC+   | Anton Ondruš 19′ Zdeněk Nehoda 114′ František Veselý 118′ | (1 – 1) Rapport    | 73′ (sjm.) Anton Ondruš | Zagreb Publik: 17 969 Domare: Clive Thomas (Wales) | Zagreb Publik: 17 969 Domare: Clive Thomas (Wales) |
| 20:15 UTC+ | 20:15 UTC+   |                                                           |                    |                         | Zagreb Publik: 17 969 Domare: Clive Thomas (Wales) | Zagreb Publik: 17 969 Domare: Clive Thomas (Wales) |
| 20:15 UTC+ | 20:15 UTC+   |                                                           |                    |                         | Zagreb Publik: 17 969 Domare: Clive Thomas (Wales) | Zagreb Publik: 17 969 Domare: Clive Thomas (Wales) |

|            | 16 juni 1976 | Jugoslavien                           | 0000 2 – 4 (e.fl.) | Västtyskland                                  | Stadion Rajko Mitić                                      |                                                          |
| 20:15 UTC+ | 20:15 UTC+   | Danilo Popivoda 19′ Dragan Džajić 30′ | (2 – 2) Rapport    | 64′ Heinz Flohe 82′, 115′, 119′ Dieter Müller | Belgrad Publik: 50 562 Domare: Alfred Delcourt (Belgien) | Belgrad Publik: 50 562 Domare: Alfred Delcourt (Belgien) |
| 20:15 UTC+ | 20:15 UTC+   |                                       |                    |                                               | Belgrad Publik: 50 562 Domare: Alfred Delcourt (Belgien) | Belgrad Publik: 50 562 Domare: Alfred Delcourt (Belgien) |
| 20:15 UTC+ | 20:15 UTC+   |                                       |                    |                                               | Belgrad Publik: 50 562 Domare: Alfred Delcourt (Belgien) | Belgrad Publik: 50 562 Domare: Alfred Delcourt (Belgien) |

### Bronsmatch
|            | 19 juni 1976 | Nederländerna                                 | 0000 3 – 2 (e.fl.) | Jugoslavien                            | Stadion Maksimir                                           |                                                            |
| 20:15 UTC+ | 20:15 UTC+   | Ruud Geels 27′, 107′ Willy van de Kerkhof 39′ | (2 – 1) Rapport    | 43′ Josip Katalinski 82′ Dragan Džajić | Zagreb Publik: 6 766 Domare: Walter Hungerbühler (Schweiz) | Zagreb Publik: 6 766 Domare: Walter Hungerbühler (Schweiz) |
| 20:15 UTC+ | 20:15 UTC+   |                                               |                    |                                        | Zagreb Publik: 6 766 Domare: Walter Hungerbühler (Schweiz) | Zagreb Publik: 6 766 Domare: Walter Hungerbühler (Schweiz) |
| 20:15 UTC+ | 20:15 UTC+   |                                               |                    |                                        | Zagreb Publik: 6 766 Domare: Walter Hungerbühler (Schweiz) | Zagreb Publik: 6 766 Domare: Walter Hungerbühler (Schweiz) |

### Final
|            | 20 juni 1976 | Tjeckoslovakien                                                           | 0000 3 – 2 (e.fl.)   | Västtyskland                                       | Stadion Rajko Mitić                                     |                                                         |
| 20:15 UTC+ | 20:15 UTC+   | Ján Švehlík 8′ Karol Dobiaš 25′                                           | (2 – 1) Rapport      | 28′ Dieter Müller 89′ Bernd Hölzenbein             | Belgrad Publik: 30 790 Domare: Sergio Gonella (Italien) | Belgrad Publik: 30 790 Domare: Sergio Gonella (Italien) |
| 20:15 UTC+ | 20:15 UTC+   |                                                                           |                      |                                                    | Belgrad Publik: 30 790 Domare: Sergio Gonella (Italien) | Belgrad Publik: 30 790 Domare: Sergio Gonella (Italien) |
| 20:15 UTC+ | 20:15 UTC+   | Marián Masný Zdeněk Nehoda Anton Ondruš Ladislav Jurkemik Antonín Panenka | Straffsparksläggning | Rainer Bonhof Heinz Flohe Hans Bongartz Uli Hoeneß | Belgrad Publik: 30 790 Domare: Sergio Gonella (Italien) | Belgrad Publik: 30 790 Domare: Sergio Gonella (Italien) |

## Skytteliga
Dieter Müller, Västtyskland, 4

## Europamästarna
| Nr                           | Spelare              | Position               | Klubb (1976)         |
| ---------------------------- | -------------------- | ---------------------- | -------------------- |
| 1                            | Ivo Viktor           | Målvakt                | Dukla Praha          |
| 2                            | Karol Dobiaš         | Mittfältare/försvarare | Spartak Trnava       |
| 3                            | Jozef Čapkovič       | Mittback               | ŠK Slovan Bratislava |
| 4                            | Anton Ondruš         | Libero                 | ŠK Slovan Bratislava |
| 5                            | Ján Pivarník         | Högerback              | ŠK Slovan Bratislava |
| 6                            | Ladislav Jurkemik    | Försvarare             | Inter Bratislava     |
| 7                            | Antonín Panenka      | Mittfältare            | Bohemians Praha      |
| 8                            | Jozef Móder          | Anfallare              | Lokomotiva Košice    |
| 9                            | Jaroslav Pollák      | Mittfältare            | VSS Košice           |
| 10                           | Marián Masný         | Ytter                  | ŠK Slovan Bratislava |
| 11                           | Zdeněk Nehoda        | Anfallare              | Dukla Praha          |
| 12                           | Koloman Gögh         | Vänsterback            | ŠK Slovan Bratislava |
| 13                           | Jozef Barmoš         | Försvarare             | Inter Bratislava     |
| 14                           | Pavol Biroš          | Försvarare             | Slavia Praha         |
| 15                           | Dušan Herda          | Ytter                  | Slavia Praha         |
| 16                           | František Veselý     | Anfallare              | Slavia Praha         |
| 17                           | Ján Švehlík          | Mittfältare/anfallare  | ŠK Slovan Bratislava |
| 18                           | Dušan Galis          | Anfallare              | VSS Košice           |
| 19                           | Ladislav Petráš      | Anfallare              | Inter Bratislava     |
| 20                           | František Štambacher | Vänsterback            | Dukla Praha          |
| 21                           | Pavol Michalík       | Målvakt                | Baník Ostrava        |
| 22                           | Alexander Vencel     | Målvakt                | ŠK Slovan Bratislava |
| Förbundskapten: Václav Ježek |                      |                        |                      |

### Fotnoter
1. 1 2  Marcus Leifby (6 maj 2008). ”Panenka – mannen med nerver av stål” (på svenska). Sportbladet. http://www.aftonbladet.se/sportbladet/fotboll/landslagsfotboll/masterskap/article11420735.ab. Läst 19 juli 2008.